# Тарасівка (Джанкойський район)
Тара́сівка (крим. Tarasivka) — село Джанкойського району Автономної Республіки Крим. Населення становить 0 осіб. Орган місцевого самоврядування — Побєдненська сільська рада. Розташоване в центрі району.

## Географія
Розташовується село в центрі району, в Кримському степу, на березі Азовської гілки Північно-Кримського каналу, за 1 км на південь від села Побєдне, висота над рівнем моря — 11 м.

## Історія
Вперше в доступних джерелах поселення згадується в Списку населених пунктів Кримської АРСР за Всесоюзним переписом від 17 грудня 1926 року, згідно з яким на хуторі Тарасівка, в складі скасованої до 1940 року Німецько-Джанкойської сільради Джанкойського району, значилося 23 двори, всі селянські, населення становило 72 особи, всі росіяни.
До 1974 року Тарасівка входила до складу Зарічненської сільради, потім — в Победненської .

## Населення
Згідно з переписом УРСР 1989 року чисельність наявного населення села становила 11 осіб, з яких 4 чоловіки та 7 жінок.
За переписом населення України 2001 року в селі ніхто не мешкав.